# Contras

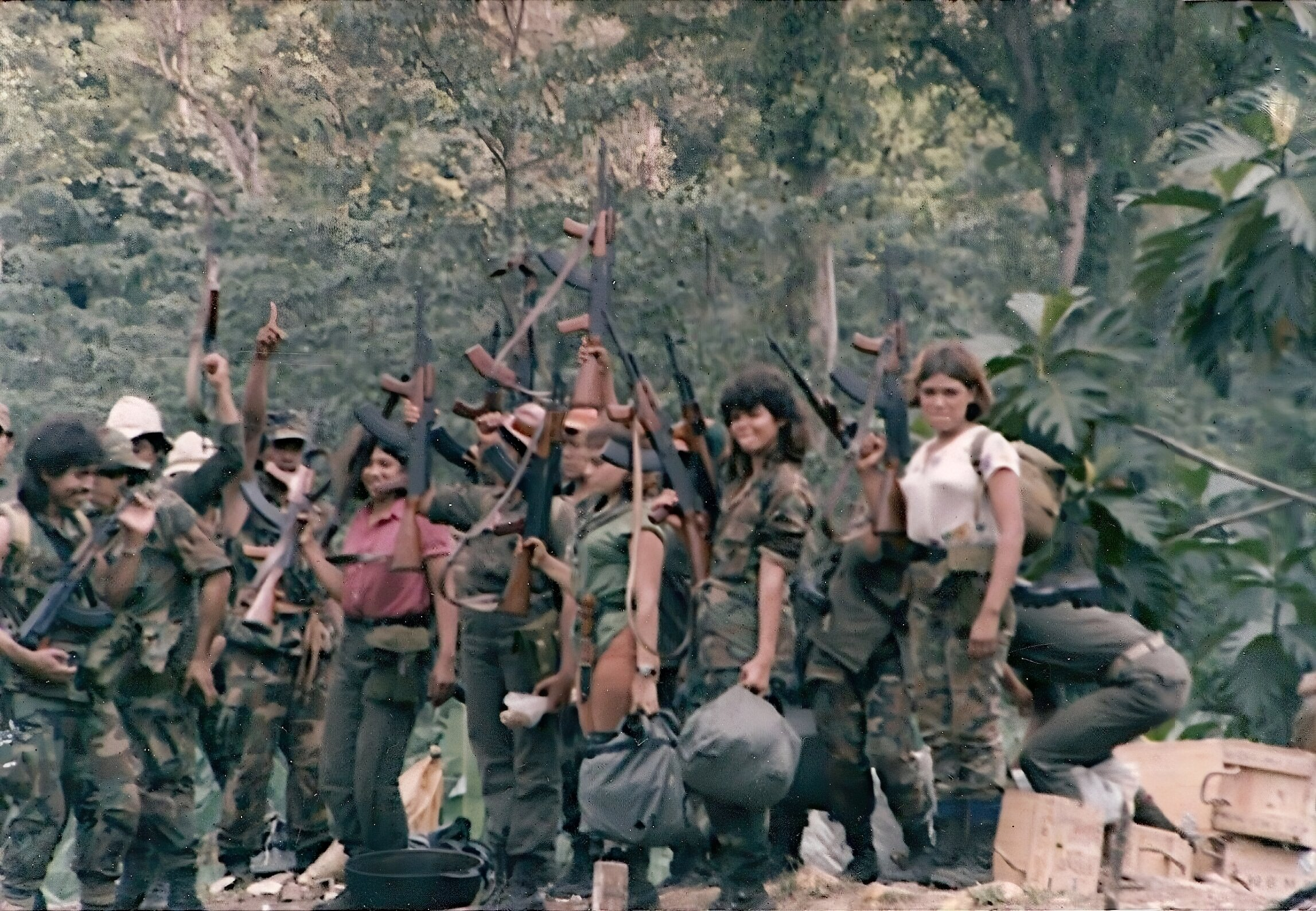
En grupp från Contras 1987.

Contras är en samlingsterm för de antikommunistiska gerillarörelser i Nicaragua som åren 1979–1990 förde inbördeskrig mot Nicaraguas regering. Contras bildades då Nicaraguas president och diktator Anastasio Somoza Debayle störtades i juli 1979 av den marxistiska-leninistiska Sandiniströrelsen. Termen Contras användes flitigt i amerikanska nyhetsmedier för att beteckna en mängd väpnade grupperingar som var motståndare till sandinisterna som hade lite eller inget ideologiskt gemensamt och varav en del hade stött revolutionen mot Somoza. USA stödde Contras ekonomiskt. De anklagades för att ha använt sig av tortyr och för att ha mördat civila. Detta kritiserades de starkt för såväl av folk i Nicaragua som av utländska människorättsgrupper.

## Contras i populärkultur
Björn Afzelius sång "Señor Martinez Mondragon's bekännelse" refererar till en man som var med i Contras och som bevittnat terrorn.